# Fiodor Sanguszko
Fiodor Sanguszko (zm. między 9 listopada 1547 i 18 stycznia 1548) – książę ruski, starosta włodzimierski w 1531, marszałek ziemi wołyńskiej w 1535, starosta bracławski i winnicki w 1544. 
Syn Andrzeja Aleksandrowicza i Marii Ostrogskiej. Ożenił się z Hanną Despotówną (zm. 1579, córką Jovana, tytularnego despoty serbskiego), z którą miał synów: Dymitra (1530–1554), Romana (1537–1571), Jarosława (zm. 1564) i córkę Fiodorę.